# Ofertório da Missa de Domingo de Pentecostes
O Ofertório da Missa de Domingo de Pentecostes ou Ofertório do Espírito Santo é uma das unidades funcionais da Missa católica da festa de Pentecostes, que utiliza o texto Confirma hoc, Deus.

## Composições musicais
Na Idade Média, o Ofertório da Missa de Domingo de Pentecostes era cantado em canto gregoriano, mas a partir do século XVI passou a ser musicado também em polifonia, por autores como Gregor Aichinger, William Byrd, Jacob Handl, Orlando di Lasso, Wilhelm Meyer Lutz, Giovanni Pierluigi da Palestrina, Oreste Ravanello, Antonio Salieri e outros. No Brasil existem composições para essa cerimônia por autores como Miguel Teodoro Ferreira, além de outros autores não identificados, a partir de fins do século XVIII, especialmente no Museu da Música de Mariana.

## Texto latino
| Confirma hoc, Deus, quod operatus est in nobis: a templo tuo, quod est in Jerusalem, tibi offerent reges munera, alleluia. | Confirmai, ó Deus, o que operastes no meio de nós: de vosso santo templo, que se acha em Jerusalém, os reis vos oferecerão presentes, aleluia. |

## Composições internacionais para o Ofertório da Missa de Domingo de Pentecostes
- «Composições internacionais para o Ofertório da Missa de  Domingo de Pentecostes (CPDL)»

## Composições no Brasil para o Ofertório da Missa de Domingo de Pentecostes
- «FERREIRA, Miguel Teodoro. Gradual e Ofertório do Espírito Santo. AMB-04 ((partitura - IMSLP)»
- «FERREIRA, Miguel Teodoro. Gradual e Ofertório do Espírito Santo. AMB-04 (áudio - Archive.org)»